# Menudo

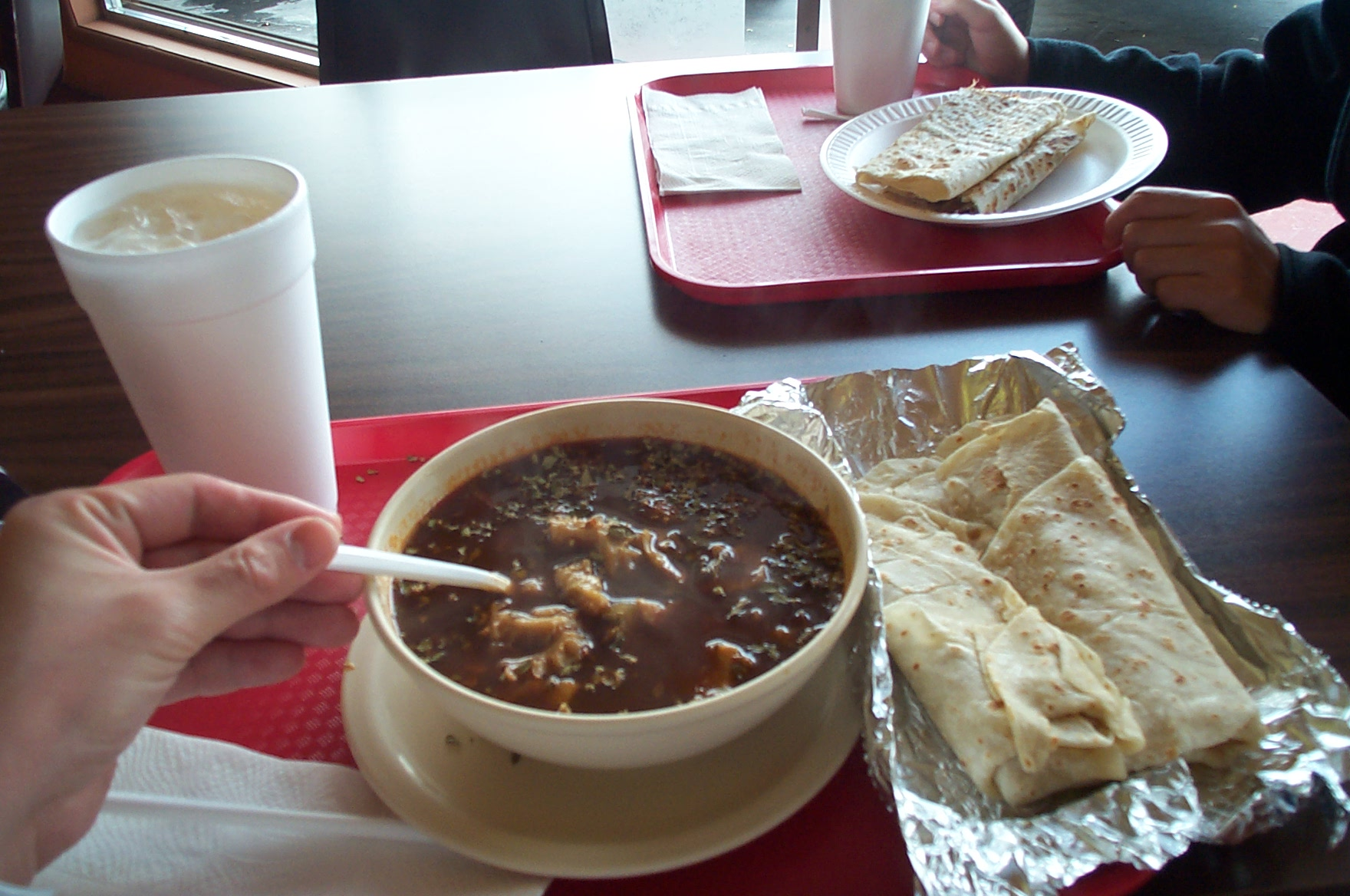
Menudo.

Menudo mexikansk maträtt som görs av fårbuljong och fårmage. Den matiga soppan är kryddad med bland annat mald chili. Det är en vanlig rätt under kalla morgnar i centrala Mexiko speciellt om natten varit vild och lång.